# Хмиль Олег Володимирович
Олег Володимирович Хмиль (30 січня 1970, м. Мінськ, Білорусь) — білоруський хокеїст, лівий захисник.  Заслужений майстер спорту Республіки Білорусь (2002).
Виступав за «Динамо» (Мінськ), ШВСМ (Мінськ), «Тівалі» (Мінськ), «Лада» (Тольятті), ЦСК ВВС (Самара), «Нафтохімік» (Нижньокамськ), ХК «МВД» (Твер), «Юність» (Мінськ).
У складі національної збірної Білорусі провів 133 матчі (17+50); учасник зимових Олімпійських ігор 1998 і 2002, учасник чемпіонатів світу 1994 (група C), 1995 (група C), 1996 (група B), 1997 (група B), 1998, 1999, 2000, 2001, 2002 (дивізіон I), 2003 і 2004 (дивізіон I). У складі молодіжної збірної Білорусі учасник чемпіонату світу 1993 (група C).
Досягнення
- Чемпіон МХЛ (1996)
- Срібний призер чемпіонату Росії (1997)
- Чемпіон Білорусі (1993, 1994, 1995), срібний призер (2006).
- Володар Кубка Європи (1997)